# 지방도 제371호선
지방도 제371호선은 경기도 고양시 덕양구 지축동 지축교와 경기도 연천군 중면 적거리를 잇는 경기도의 지방도이다. 지축교를 통해 서울특별시 은평구 진관동으로 연결된다.
연천군 백학면 석장리까지만 실질적으로 통행가능하며 이후부터는 민간인통제구역이기 때문에 통행할 수 없으며, 도로 또한 개설되어 있지 않다. 중면 적거리까지 구간은 노선만 지정되어 있을 뿐, 실제 이용은 불가능하다.

## 연혁
- 2005년 3월 28일 : 지방도 제371호선을 새로 지정[1]
- 2017년 9월 26일 : 설마 ~ 구읍간 도로(양주시 남면 신암리 ~ 파주시 적성면 구읍리) 4.5km 구간 확장 개통[2]
- 2018년 7월 16일 : 설마 ~ 구읍간 도로(파주시 적성면 구읍리 ~ 가월리) 3.53km 구간 확장 개통, 기존 양주시 남면 신암리 ~ 적성면 가월리 총 5.45km 구간 폐지[3]
- 2024년 6월 27일 : 적성 ~ 두일간 도로(파주시 적성면 가월리 ~ 연천군 백학면 두일리) 6.34km 구간 확장 개통[4]
- 2024년 12월 30일 : 적성 ~ 두일간 도로 개통으로 기존 연천군 백학면 노곡리 ~ 통구리 총 1.715km 구간 폐지[5]

## 주요 경유지
- 고양시
  - 덕양구 지축교 - 지축지구 - 오금천3교 - 오금동

- 양주시
  - 장흥면 비석거리 - 이수광 선생묘 - 삼하리 - 곡릉교 - 일영유원지 - 삼상초등학교 - 일영역 입구 - 장흥육교삼거리 - 장흥교차로 - 장흥면 행정복지센터 - 장흥역 - 장흥 아트파크 - 장흥조각공원 - 권율장군 묘 - 석현삼거리 - 말부리고개
  - 백석읍 말부리고개 - 기산저수지교차로 - 소사고개 - 홍죽교차로 - 단촌삼거리 - 오산리
  - 광적면 대성빌라사거리 - 조양중학교 - 가납초등학교 - 가납사거리 - 광석사거리 - 석우삼거리 - 섬말교차로 - 법도교 - 덕도 교차로 - 덕도1교 - 덕도2교
  - 남면 경신 교차로 - 효촌천교 - 상수1교 - 상수 교차로 - 남면 교차로 - 상수공단 - 구암삼거리 - 구암사거리 - 신산삼거리 - 매곡삼거리 - 신암삼거리 - 사기막고개

- 파주시
  - 적성면 사기막고개 - 설마리 - 영국군참전기념비 - 적성삼거리 - 구읍삼거리 - 가월교차로 - 비룡대교

- 연천군
  - 백학면 비룡대교 - 노곡리 - 전동삼거리 - 통구리 - 두일리 - 백학주유소앞 - 백학면 행정복지센터앞사거리 - 백학교 - 백학교 북단 - 두일리 - 석장리)
  - 왕징면 동중리 - (미개통 구간 : 북삼리 - 강내리)
  - 중면 (미개통 구간 : 삼곶리 - 적거리) (지방도 제376호선과 분기)

## 중복 구간
- 양주시 장흥면 석현삼거리 ~ 가납사거리 : 국가지원지방도 제39호선과 중복
- 양주시 백석읍 기산저수지교차로 ~ 단촌삼거리 : 국가지원지방도 제98호선과 중복
- 양주시 백석읍 대성빌라사거리 ~ 가납사거리 : 지방도 제360호선과 중복
- 양주시 광적면 덕도삼거리 ~ 상수검문소삼거리 : 국가지원지방도 제56호선과 중복
- 양주시 남면 신산삼거리 ~ 매곡삼거리 : 지방도 제364호선과 중복
- 연천군 백학면 백학주유소앞 ~ 백학교 북단 : 지방도 제372호선과 중복
- 연천군 백학면 백학주유소앞 ~ 왕징면 북삼리 : 국가지원지방도 제78호선과 중복

## 도로명
- 고양시 덕양구 지축교 ~ 고양지축LH 3단지아파트 앞: 오부자로
- 고양시 덕양구 고양지축LH 3단지아파트 앞 ~ 지축역 센트럴 푸르지오아파트 앞: 삼송로
- 고양시 덕양구 지축역센트럴 푸르지오아파트 앞 ~ 양주시 장흥면 장흥육교삼거리 : 일영로
- 양주시 장흥면 장흥육교삼거리 ~ 장흥 교차로 : 호국로
- 양주시 장흥면 장흥 교차로 ~ 광적면 대성빌라사거리 : 권율로
- 양주시 광적면 대성빌라사거리 ~ 가납사거리 : 부흥로
- 양주시 광적면 가납사거리 ~ 덕도 교차로 : 광적로
- 양주시 광적면 덕도 교차로 ~ 남면 상수 교차로 : 광남로
- 양주시 남면 상수 교차로 ~ 파주시 적성면 비룡대교 : 감악산로
- 연천군 백학면 비룡대교 ~ 백학교 북단 : 청정로
- 연천군 백학면 백학교 북단 ~ 왕징면 동중리 : 백왕로
- 연천군 왕징면 동중리 : 왕산로